# Baloncesto Fuenlabrada
El Baloncesto Fuenlabrada, per motius de patrocini Montakit Fuenlabrada, és un equip de bàsquet de Fuenlabrada, Madrid. Va ser fundat l'any 1983 i actualment juga a la Lliga ACB de bàsquet.

## Història

### Els inicis
Club creat el 1983 per Miguel Angel Hernandez i Julian Aranda simultàniament amb el Patronat Municipal d'Esports de Fuenlabrada. Després de dos anys en la lliga local, l'any 1985, assoleix l'ascens a la competició federada.

### Maná Fuenlabrada
La temporada 1986 s'aconseguí el patrocini de la Cafeteria Maná, la qual suposà una injecció econòmica molt important per al club. Encara que la cafeteria va desaparèixer, se segueix usant el nom en els equips del planter, com a homenatge a aquest patrocinador. En aquells anys es jugava a les pistes del Col·legi Públic San Esteban.
La temporada 86-87, el club s'inscriví en la Segona Divisió Autonòmica, i va estar a punt d'aconseguir l'ascens, però en els play-offs li passà factura la seva inexperiència i acabà fracassant en el seu primer intent. No obstant això, en la següent temporada aconseguirien ascendir a la Primera Divisió Autonòmica. El club romangué en aquesta categoria dues temporades, 88-89 i 89-90, sense aconseguir l'ascens a la Segona Divisió Nacional.
L'any 1989 el club canvià el seu nom per A. D. Fuenlabrada. A més l'equip es traslladà al gimnàs del Col·legi Públic Miguel Hernandez.

### El Baloncesto Fuenlabrada creix
Durant els anys 90 es produïxen dos grans esdeveniments:
- La temporada 1991-1992 es fusiona amb el Club Bàsquet Fuenlabrada Femení que va fundar Antonio Herrera i passa a denominar-se Club Bàsquet Fuenlabrada. Sota la direcció tècnica d'Armando Polo, Juan Antonio Jiminez com a president i Ricardo Luis Izquierdo com a gerent, es dona un salt més endavant i es juga en Segona Divisió Nacional, aconseguint a més que el club tingui equips de formació, i al terme d'aquesta temporada era d'un nombre de quatre.
- La temporada 1992-1993 amb el mandat del president Juan Antonio Jimenez i amb la incorporació com a vicepresident de Fernando Polaina, es professionalitza el Club al mateix temps que es fusiona amb el Club Bàsquet Torrejon de Ardoz, aconseguint participar en la Lliga de primera divisió i que dirigeix Jose Luis Ortiz.

### Fuenlabrada en la ACB
La temporada 1993-1994 el club es fixa l'objectiu d'ascendir a ACB sense aconseguir-lo en aquesta temporada. Per la reestructuració que sofreix la FEB, l'equip juga en la lliga EBA. Dos il·lustres jugadors formaven part de la plantilla: Roberto Dueñas descobert per Nino, un gran entrenador de les escoles fuenlabrenyes, i Oscar Quintana. Aquest mateix any el Maná-Fuenlabrada ascendeix a Segona Divisió Nacional, amb Oscar Quintana en la banqueta.
En temporada 1995-1996, Martin Fariñas s'ocupa de la banqueta, i realitza una excel·lent fase regular de lliga, acabant aquest fase en primera posició. Però en la fase final, les lesions i la inexperiència acaben per frustrar l'objectiu de l'ascens. Tanmateix, i a causa de la desaparició del Club Peñas Recreativas d'Osca a causa de motius econòmics, decideix disposar la venda del club, i amb la mediació de la lliga ACB, es ven a l'Ajuntament de Fuenlabrada la franquícia i la seva plaça en l'ACB. Per aquests drets i la franquícia l'Ajuntament abona una xifra pròxima als 400 milions de pessetes. El Fuenlabrada és equip ACB en la temporada 1996-1997 per primera vegada.
L'equip fa una gran inversió en jugadors, tant nacionals com Joe Alonso o el joveníssimSalvador Guardia, com estrangers Ken Bannister. Tanmateix, l'equip cessa a Martin Fariñas pels dolents resultats i pren el seu lloc en la banqueta el desconegut fins llavors Óscar Quintana que solament es quedarà en la banqueta temporalment fins que Andreu Casadevall tracta de manera infructuosa de treure a l'equip dels llocs de descens a la LEB. Durant la temporada 1997-1998 el Fuenlabrada torna a jugar en LEB

### L'època «Quintana-Perasovic»
És en la temporada 1997-1998, jugant en la LEB on el Fuenlabrada, on es construeix un tàndem que durarà gairebé 6 anys i que formarà l'espina dorsal de la plantilla del Fuenlabrada. En la banqueta s'asseurà aquest any Oscar Quintana que vènia d'entrenar a les categories inferiors del club, i prenent el relleu d'Andreu Casadevall. Alhora s'incorporarà un aler excepcional anomenat Velimir Perasovic que procedia del Tau Vitòria. Altres nom il·lustres acompanyen a aquests dos, com so Ferrán López i de nou Salvador Guardia. Aquest any es proclama campió de la Copa del Príncep a l'imposar-se al Bàsquet Inca, i més tard acabarà la fase regular en segona posició. En els playoffs d'ascens, guanya primer al Lucentum Alicante i després en la final al Breogán de Lugo. Ambdós partits els gana per sengles 3-1 a favor dels madrilenys. El Fuenlabrada ascendeix a ACB aquesta vegada per mèrits propis.
En el seu primer any en l'ACB, l'equip es classifica per als playoffs gràcies a l'aportació de jugadors com Nate Huffman, Carlos Cazorla, Ferrán López, Salva Guardia i sobretot la de Velimir Perasovic, que és el millor encistellador de l'ACB en aquesta temporada.
En les tres temporades següents, Perasovic es proclama de nou màxim encistellador de la lliga i el Jabones Pardo Fuenlabrada es classifica de nou per als playoffs en les temporades 2000-2001 i 2001-2002. En aquestes tres temporades destaquen David Wood, Chuck Kornegay, Fran Murcia, Pablo Prigioni i un joveníssim José Manuel Calderón.
La temporada 2002-2003 es produïx la marxa de l'històric Velimir Perasovic i de José Manuel Calderón, però es produïx l'arribada d'il·lustres de l'ACB com Francesc Solana i Richard Scott. Però el fitxatge que canviarà la temporada és el d'un jugador argentí, desconegut llavors, Walter Herrman. Aviat es converteix en la revelació de la temporada sent el MVP, el MVP del All Star i el Màxim *notador de l'ACB, sent traspassat al final de la temporada al Unicaja de Màlaga.

### Fi d'una Època
Després de la marxa de Walter Herrman, i José Manuel Calderón, l'equip es veu obligat a una gran renovació. L'equip fitxa a Javi Rodriguez prodecent del Breogán de Lugo, Hurl Beechum aler del desaparegut Càceres C.B. que va ser el millor triplista del 2002-2003 i repesca a Salvador Guardia procedent del C.B. Granada on va ser repescat després de tallar-li en el Caja San Fernando. Francesc Solana segueix com capità, i en la banqueta es mantenia Óscar Quintana. Després d'una de les temporades més ajustades que es recorden, l'equip descendeix després d'una gran remuntada del Etosa Alicante en les últimes jornades de lliga regular.
Tres jornades abans, Óscar Quintana abandona la banqueta, deixant després de si una gran polèmica sobre la seva marxa.

### Un any en l'infern
La temporada 2004-2005, el Fuenlabrada es troba que ha tornat a muntar un bloc que s'enfonsa. Manté a Ruben Quintana, Francesc Solana i Salvador Guardia. La renovació per tant és total en l'equip on es canvia d'entrenador: Luis Casimiro, i es fitxa a velles glòries com Ferrán López i Paco Martin, com també a joves promeses com a Ruben Quintana i Sergio Pérez "El Potes". Es completa la plantilla amb jugadors amb àmplia experiència LEB com son Tom Wideman, David Gil i Jorge Garcia. Durant aquest any, el Fuenlabrada, és el clar dominador de la temporada, líder de la lliga regular, i campió de la Copa Príncep davant l'IBB Menorca, per solament un punt, a Osca. Mesos després, després d'assegurar l'ascens en una agònica eliminatòria contra el Huelva (aconseguint la victòria definitiva a casa), aquesta final es reeditarà, amb la victòria de l'equip madrileny altra vegada per solament un punt, això si, aquesta vegada davant la seva afició.

### Una temporada per a somiar
Una nova temporada arrenca. Es tracta de la temporada 2005-2006. En aquest any, la directiva del club aposta per un bloc ja consolidat en la lliga LEB, amb alguna cara nova. Manté la confiança de Luis Casimiro, consolidat en la temporada passada, i jugadors com Francesc Solana, Salvador Guardia, Ferrán López o Tom Wideman, que conformen la medul·la espinal del club durant la temporada anterior en LEB. També es va mantenir a un jugador que havia estat crucial en LEB: David Gil. Julián Aranda, al començar l'estiu inicia la recerca de jugadors per a l'equip, i contracta a un jugador molt jove que sembla que tindrà un gran futur: Saúl Blanco. A més es fitxa a un desconegut jugador Aigars Vitols, i aconsegueix la cessió de Sergio Sánchez per part de l'Estudiantes, jugador que va defensar la samarreta del CB Huelva en la temporada passada i que va perdre en els quarts de final contra el Fuenlabrada. Amb un altre americà, Norman Nolan, que finalment seria acomiadat de l'equip pel seu baix rendiment, i Danny Strong, completen la plantilla per a aquest any. Després d'una arrencada de temporada, molt negativa amb 2 derrotes consecutives, l'equip comença a obtenir victòries que li col·loquen entre els vuit primers de la taula. A mitjan primera volta arriben alguns canvis en la plantilla, com són la sortida de David Gil, i la rescissió de contracte de Norman Nolan, pel seu baix rendiment. En lloc de Nolan, es fitxa a un desconegut, però que ja havia destacat en la universitat de North Carolina Jawad Williams. Després d'una primera volta que li situa 8è, entra dintre de llocs per a jugar la Copa del Rei, amb polèmica inclosa. La polèmica va ser provocada per l'exclusió del Fuenlabrada per a disputar la Copa del Rei d'aquest any, ja que no se'l considera equip amfitrió a pesar de pertànyer a la Comunitat de Madrid i va haver de cedir la seva plaça al Reial Madrid. AL finalitzar la primera volta, entra l'equip en una tònica poc positiva i comença una ratxa de derrotes, que seria esmenada poc després, amb alguna victòria que una altra. Com que Jawad Williams no acabava de convèncer, el club es va portar a altra promesa, Casey Calvary, ala pívot australià per a finalitzar la temporada, acabant l'equip la temporada en desè lloc.

## Pavellons
- Pabellón Fernando Martín

## Historial
| Temporada         | Categoria | Posició | Balanç | Play-offs       | Copa            |
| Temporada 2010-11 | ACB       | 7a      | 20-14  | 0-2             | -               |
| Temporada 2011-12 | ACB       | 16a     | 12-22  | -               | Quarts de final |
| Temporada 2012-13 | ACB       | 14a     | 12-22  | -               | -               |
| Temporada 2013-14 | ACB       | 15a     | 12-22  | -               | -               |
| Temporada 2014-15 | ACB       | 18a     | 8-26   | -               | -               |
| Temporada 2015-16 | ACB       | 8a      | 17-17  | Quarts de final | Quarts de final |